# Lara Colturi
Lara Colturi (Torino, 15 novembre 2006) è una sciatrice alpina italiana naturalizzata albanese.

## Biografia
Figlia degli italiani Daniela Ceccarelli (ex sciatrice, campionessa olimpica nel supergigante a Salt Lake City 2002) e Alessandro Colturi, allenatore, si è formata sotto la guida dei genitori, militando nello sci club da loro gestito; fino ai 13 anni ha praticato a livello agonistico anche il pattinaggio di figura. Nel 2022, poco prima di compiere 16 anni e dopo aver completato la trafila nelle categorie giovanili cogliendo diversi successi, ha optato per esordire nei circuiti FIS sotto la bandiera dell'Albania, di cui ha acquisito la cittadinanza, così da poter continuare a essere seguita dalla madre (che è stata nominata direttrice tecnica della nazionale di sci alpino dell'Albania), oltre a programmare il proprio calendario agonistico e gestire la propria immagine in sostanziale autonomia, condizioni non ottenibili competendo per l'Italia. Essendo l'Albania priva di grandi tradizioni negli sport invernali, tutti i risultati di Lara Colturi sono stati i primi ottenuti per il Paese nel contesto dello sci alpino internazionale.

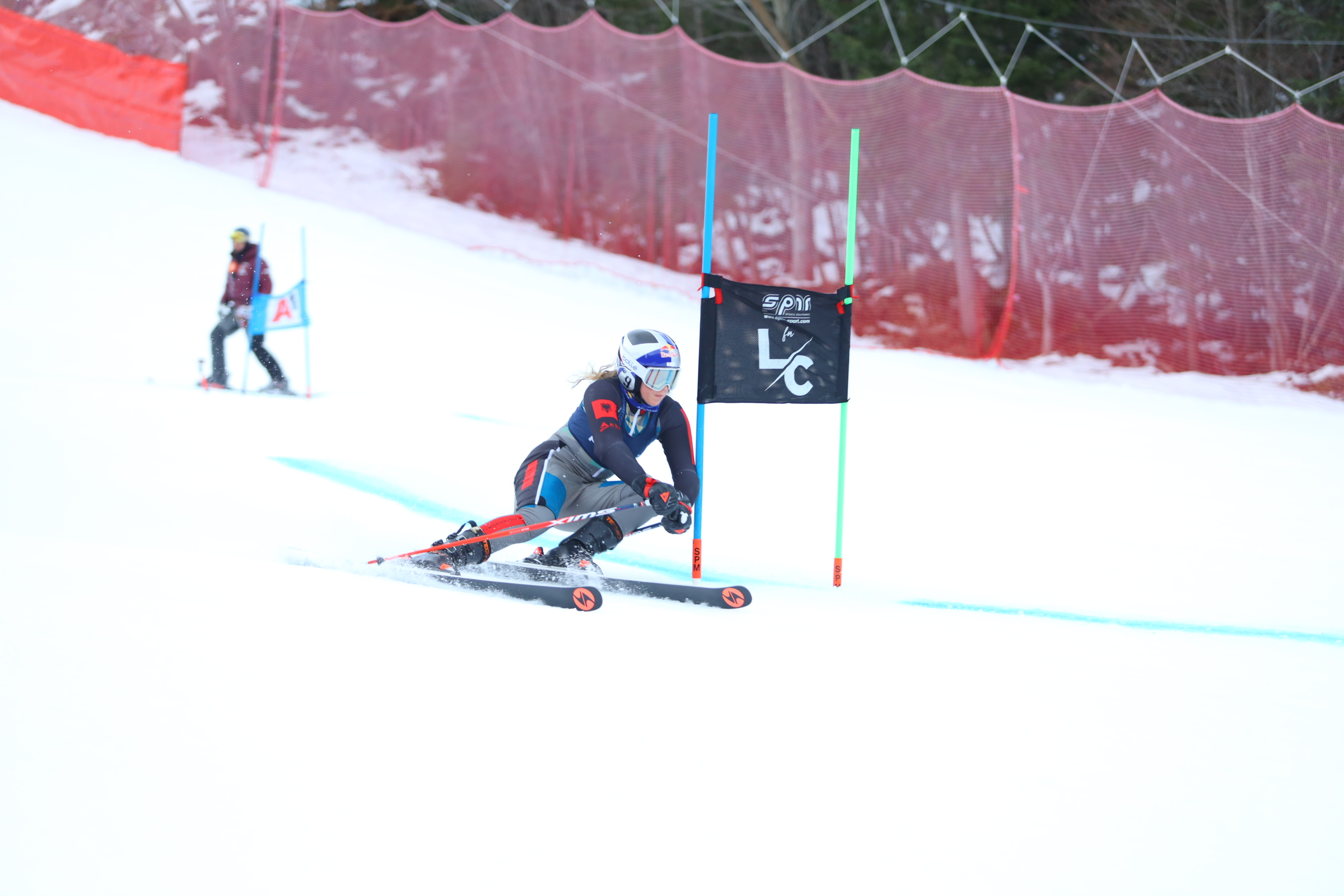
Lara Colturi in allenamento nel 2023

Sotto le insegne albanesi ha debuttato nelle competizioni internazionali nel luglio del 2022 e in seguito ha preso parte alla South American Cup 2023, aggiudicandosi la classifica generale e quelle di slalom gigante, slalom speciale e combinata. Il 19 novembre 2022 ha esordito in Coppa del Mondo a Levi in slalom speciale, senza qualificarsi per la seconda manche; una settimana dopo, il 26 novembre, ha ottenuto i primi punti nel massimo circuito, piazzandosi 17ª nello slalom gigante di Killington. Nella stessa stagione ai Mondiali juniores di Sankt Anton am Arlberg 2023 ha vinto la medaglia d’oro nel supergigante e quella di bronzo nello slalom gigante; il 7 febbraio successivo ha subito un infortunio al ginocchio destro con lesione al legamento crociato anteriore, che ne ha compromesso il prosieguo della stagione.
Rientrata in gara nell'annata successiva, ai Mondiali juniores di Alta Savoia 2024 ha conquistato la medaglia di bronzo nello slalom gigante; il 23 novembre 2024 ha ottenuto il primo podio in Coppa del Mondo, piazzandosi 2ª nello slalom speciale di Gurgl, e ai successivi Mondiali di Saalbach-Hinterglemm 2025, sua prima presenza iridata, si è classificata 7ª nello slalom gigante e non ha completato lo slalom speciale. Non ha preso parte a rassegne olimpiche.

## Palmarès

### Mondiali juniores
- 3 medaglie:
  - 1 oro (supergigante a Sankt Anton 2023)
  - 2 bronzi (slalom gigante a Sankt Anton 2023; slalom gigante ad Alta Savoia 2024)

### Coppa del Mondo
- Miglior piazzamento in classifica generale: 8ª nel 2025
- 3 podi (2 in slalom gigante, 1 in slalom speciale):
  - 2 secondi posti
  - 1 terzo posto

### South American Cup
- Vincitrice della South American Cup nel 2023
- Vincitrice della classifica di slalom gigante nel 2023
- Vincitrice della classifica di slalom speciale nel 2023
- Vincitrice della classifica di combinata nel 2023
- 8 podi:
  - 6 vittorie
  - 2 secondi posti

#### South American Cup - vittorie
| Data              | Località       | Paese     | Specialità |
| ----------------- | -------------- | --------- | ---------- |
| 5 agosto 2022     | Chapelco       | Argentina | GS         |
| 9 agosto 2022     | Cerro Catedral | Argentina | GS         |
| 11 agosto 2022    | Cerro Catedral | Argentina | SL         |
| 27 agosto 2022    | El Colorado    | Cile      | GS         |
| 28 agosto 2022    | La Parva       | Cile      | SL         |
| 1º settembre 2022 | La Parva       | Cile      | KB         |

Legenda:

SL = slalom speciale

GS = slalom gigante

KB = combinata